# Athetis nospes
Athetis nospes là một loài bướm đêm trong họ Noctuidae.